# 西澤三蔵
西澤 三蔵（にしざわ さんぞう、1876年（明治9年）8月1日 - 1934年（昭和9年）5月11日）は、日本の実業家、慈善家。
縁戚に西澤權一郎（長野県知事）。蔵で養蚕業を営んだ。

## 経歴
松代藩士・西澤伊兵衞の長男として長野県更級郡で生まれる。1893年（明治26年）、家督相続。相続により養蚕業を存続させる。

## 家系
西澤家の祖は川中島の戦いよりも前から武家として存在していたという説がある。西澤家は真田桜山の家臣であった。
妻、笠井いとは笠井庄兵衞（東京府議会議員、東京市会議員）の次女、きせと熊手の三女である。子女には三男、貞治（近衛第一騎兵連隊、最終階級は陸軍少尉）がいる。母、そうは松代藩で庄屋を世襲し続けた中村權左衛門の次女。弟は松代藩士の中でも中級武士に値する髙橋家に養子入りした後に家督を相続した。親族に真田桜山の家臣で構成された松代県の職員（一等記録）西澤甚七郎。祖母、笠井きせの義弟、大木良輔。その父、大木口哲（実業家）良輔の弟、狩野宗三（東京府士族、実業家）妻、浅田徳則の四女勝。